# 다카미 게이시
다카미 게이시(일본어: 高見 圭司: 1932년 1월 23일 - )는 일본의 신좌파 활동가다. 일본사회당 청년대책부장 출신으로, 사청동 해방파 간부였다. 혁노협 분열 이후 해방파 전협에 참여했다. 현재는 스페이스 21의 중심적 존재다.
1932년 구마모토현 구마군 다라기정에서 태어났다. 1950년 구마모토현립 히토요시고등학교 졸업, 와세다대학에 입학하고 웅변회에 입부했다(2학년 때 퇴부). 마츠나가 히카루가 동기였다. 와세다 재학 중에 아사누마 이네지로와 만났고, 그것이 계기가 되어 일본사회당에 입당한다. 1955년 와세다대학 제1정경학부를 졸업하고 사회당 분쿄지부 서기가 된다. 동년 10월에는 마츠마에 시게요시 의원비서가 되었다.
1957년 사회당 중앙본부 청년부 부부장에 취임, 당내에서 에다파에 속했으며, 그 안의 비공개 계파 "타카미파"를 만들었다. 1960년 사회당 제2차 방중사절단으로 아사누마를 수행하여 중공을 방문한다. 우호적으로 생각했던 대약진운동의 실패를 목격하고 그 소감을 남겼다. 1962년 일본사회주의청년동맹(사청동) 제3회 대회에서 서기장이 되었다. 1964년 사청동 제4회 대회에서 협회파・해방파 공동제안의 수정동의가 가결되어 집행부가 총사퇴, 타카미도 서기장에서 물러난다.
1965년 반전청년위원회 전국사무국원이 되었고, 좌경화하여 해방파와 밀접해졌다. 1967년 사회당 청년대책부장에 취임했으나 1970년 제33회 사회당대회에서 청년대책본부장에서 해임되었다. 반전청년위원회 활동이 사회주의협회의 비판을 받고 동년 10월 사회당에서 제명당한다.
1971년 제9회 참의원의원 통상선거 전국구에 출마, 13만 5620표를 획득하고 52위로 낙선했다. 출마 당시 무소속이었지만 "70년대 전선"을 소속으로 칭했고, 아라하타 칸손・오다 마코토・하니 고로・토무라 잇사쿠 등이 이 "전선" 발기인에 이름을 올렸다. 선거 포스터 슬로건은 “제2, 제3의 산리즈카를! 의회에 게릴라를!”이었다.
1972년 신산별운전자노동조합(신운전)에 가맹했다. 1981년 사청동 해방파가 분열하자 혁명적노동자당 건설을 노리는 해방파 전국협의회(해방파 전협, 연대사, 노대파)에 참여했다. 1990년 스페이스 90에 참여했다. 현재 스페이스 90을 스페이스 21로 개칭하고 해방파 전협에 계속 참여하고 있다. 신운전에서는 비주류에 속하며, 주류 집행부와 조합 운영을 둘러싸고 대립하여 송사를 진행하기도 했다.
산리즈카 투쟁에도 결합하여 2017년에도 산리즈카 시바야마 연합공항반대동맹 구 아츠타파 활동에 스페이스 21 소속으로 참가하고 있다.
2014년 도쿄도지사 선거에서 카마타 사토시・카와이 히로유키・세토우치 쟈쿠쵸・유카와 레이코 등과 함께 호소카와 모리히로를 지지했다.